# Pedro Manfredini
Pedro Waldemar Manfredini (Maipú, 7 settembre 1935 – Roma, 21 gennaio 2019) è stato un calciatore argentino, di ruolo attaccante.

## Biografia
I suoi nonni paterni erano di Cremona e quelli materni di Bisceglie: era quindi un oriundo. Era nato a Maipú, un villaggio del distretto andino di Mendoza.
Lasciato il calcio giocato, Manfredini aprì a Roma, in piazzale Clodio, il "Bar Piedone", come il suo soprannome; si trasferì poi nel quartiere Spinaceto, dove visse per un po' di tempo, occupandosi anche di una scuola calcio, prima di trasferirsi a Ostia.
Ha scritto la postfazione de Il passerotto di Magè, un libro di Antonio Lombardo, pubblicato nel maggio 2015, liberamente ispirato alla vita di Garrincha. La postfazione di tale libro, intitolata "Parola di Pedro", ha vinto il primo premio come miglior racconto 2016 al 45º concorso CONI.
È morto a Roma il 21 gennaio 2019 ad 83 anni.

## Carriera

### Gli esordi in Argentina
Iniziò a giocare al calcio nella squadra locale del Deportivo, sotto la guida di Raimundo Orsi. Esordì nella prima divisione argentina con il Racing Club nel 1957. Nella squadra biancoceleste militò due anni, segnando 28 gol in 39 partite e vincendo il Campionato nazionale del 1958. In quell'anno si impose come capocannoniere della squadra, siglando 19 reti.
Manfredini venne convocato per la Nazionale argentina in occasione della Coppa America del 1959, poi vinta dalla sua squadra. Manfredini giocò tre partite, segnando una doppietta al Cile all'esordio.

### In Italia
Manfredini arrivò in Italia il 22 giugno 1959, acquistato dalla Roma per 78 milioni di lire. Esordì in Serie A con la maglia della Roma il successivo 11 ottobre in Fiorentina-Roma, segnando dopo cinque minuti. Giocò con la Roma dalla stagione 1959-1960 a quella 1964-1965, vincendo la classifica dei cannonieri con 19 gol nel 1962-1963 (ex aequo con Harald Nielsen), contando 130 presenze e 77 reti in Serie A. Realizzò, inoltre, 9 reti in 14 partite in Coppa Italia e 18 reti in 20 partite nella Coppa delle Fiere, per un totale di 104 gol in 164 presenze con la maglia giallorossa (media gol: 0,63). Detiene ancora oggi il record di gol in un'unica edizione della Coppa delle Fiere: 12.

Manfredini (a sinistra) alla Roma nei primi anni 1960, assieme a De Sisti

Segnò molto grazie agli assist del compagno di squadra Arne Selmosson. Dal campionato 1961-1962 fino alla cessione, ebbe come uomo assist il connazionale Antonio Angelillo. Segnò nove triplette in campionato: quattro nelle prime otto giornate del 1960-1961, una nel 1961-1962, tre nel 1962-1963 e una nel 1963-1964; nel derby Lazio-Roma del 13 novembre 1960, vinto dai giallorossi per 4-0, segnò una tripletta. In Coppa delle Fiere, contro l'Hibernian il 27 maggio 1961 e contro l'Altay Izmir il 7 novembre 1962, segnò delle quadriplette.
Considerando l'arco dell'intera carriera, la sua media gol/partita in campionato (0,571) è superiore a quella dei più celebrati goleador del tempo (Altafini: 0,471; Sívori: 0,513) e dell'epoca successiva (Riva: 0,540; Boninsegna: 0,445; Platini: 0,518; Maradona: 0,529; Batistuta: 0,561; Baggio 0,454; Signori: 0,547; Ševčenko: 0,494; Henry: 0,501) che hanno giocato in Italia.
Nel 1965 l'Inter lo acquistò, "girandolo" al Brescia (8 presenze e una rete) e poi al Venezia (23 presenze e 4 reti).

## Citazioni cinematografiche
- Viene citato nel film Amarsi un po'... dal personaggio Marco Coccia interpretato da Claudio Amendola, quando dice alla sua fidanzata, che il padre, interpretato da Mario Brega, gli faceva indossare da bambino la maglia numero 9 della Roma, come Manfredini.
- Manfredini è citato nel film argentino Il segreto dei suoi occhi, vincitore dell'Oscar al miglior film straniero nel 2010, nominato da un tifoso del Racing Club come esempio di un calciatore pagato molto poco, ma di alto rendimento.[10]
- Nell'episodio Che vitaccia! de I mostri di Dino Risi, il personaggio interpretato da Vittorio Gassman urla dagli spalti dello stadio, durante una partita della Roma: «Vai, Piedone, vai!».

## Statistiche

### Presenze e reti nei club
| Stagione           | Squadra            | Campionato         | Campionato | Campionato | Totale | Totale |
| Stagione           | Squadra            | Comp               | Pres       | Reti       | Pres   | Reti   |
| ------------------ | ------------------ | ------------------ | ---------- | ---------- | ------ | ------ |
| 1957               | Racing Club        | PD                 | 12         | 9          | 12     | 9      |
| 1958               | Racing Club        | PD                 | 27         | 19         | 27     | 19     |
| gen.-lug. 1959     | Racing Club        | PD                 | 0          | 0          | 0      | 0      |
| Totale Racing Club | Totale Racing Club | Totale Racing Club | 39         | 28         | 39     | 28     |
| 1959-1960          | Roma               | A                  | 24         | 16         | 24     | 16     |
| 1960-1961          | Roma               | A                  | 31         | 20         | 31     | 20     |
| 1961-1962          | Roma               | A                  | 22         | 14         | 22     | 14     |
| 1962-1963          | Roma               | A                  | 25         | 19         | 25     | 19     |
| 1963-1964          | Roma               | A                  | 15         | 5          | 15     | 5      |
| 1964-1965          | Roma               | A                  | 13         | 3          | 13     | 3      |
| Totale Roma        | Totale Roma        | Totale Roma        | 130        | 77         | 130    | 77     |
| 1965-1966          | Brescia            | A                  | 8          | 1          | 8      | 1      |
| 1966-1967          | Venezia            | A                  | 14         | 3          | 14     | 3      |
| 1967-1968          | Venezia            | B                  | 9          | 1          | 9      | 1      |
| Totale Venezia     | Totale Venezia     | Totale Venezia     | 23         | 4          | 23     | 4      |
| Totale carriera    | Totale carriera    | Totale carriera    | 200        | 110        | 200    | 110    |

## Palmarès

### Club

#### Competizioni nazionali
- Campionato argentino: 1

Racing Club: 1958
- Coppa Italia: 1

Roma: 1963-1964

#### Competizioni internazionali
- Coppa delle Fiere: 1

Roma: 1960-1961

### Nazionale
- Campeonato Sudamericano de Football: 1

Argentina 1959

### Individuale
- Capocannoniere della Serie A: 1

1962-1963 (19 gol, ex aequo con Harald Nielsen)
- Capocannoniere della Coppa Italia: 1

1963-1964 (4 gol)
- Capocannoniere della Coppa delle Fiere: 2

1960-1961 (12 gol), 1962-1963 (6 gol, ex aequo con Waldo Machado e Francisco Lojacono)